# Le Bignon-du-Maine
Le Bignon-du-Maine é uma comuna francesa na região administrativa da Pays de la Loire, no departamento de Mayenne. Estende-se por uma área de 14,29 km². Em 2010 a comuna tinha 336 habitantes (densidade: 23,5 hab./km²).